# Maków (Pietrowice Wielkie)

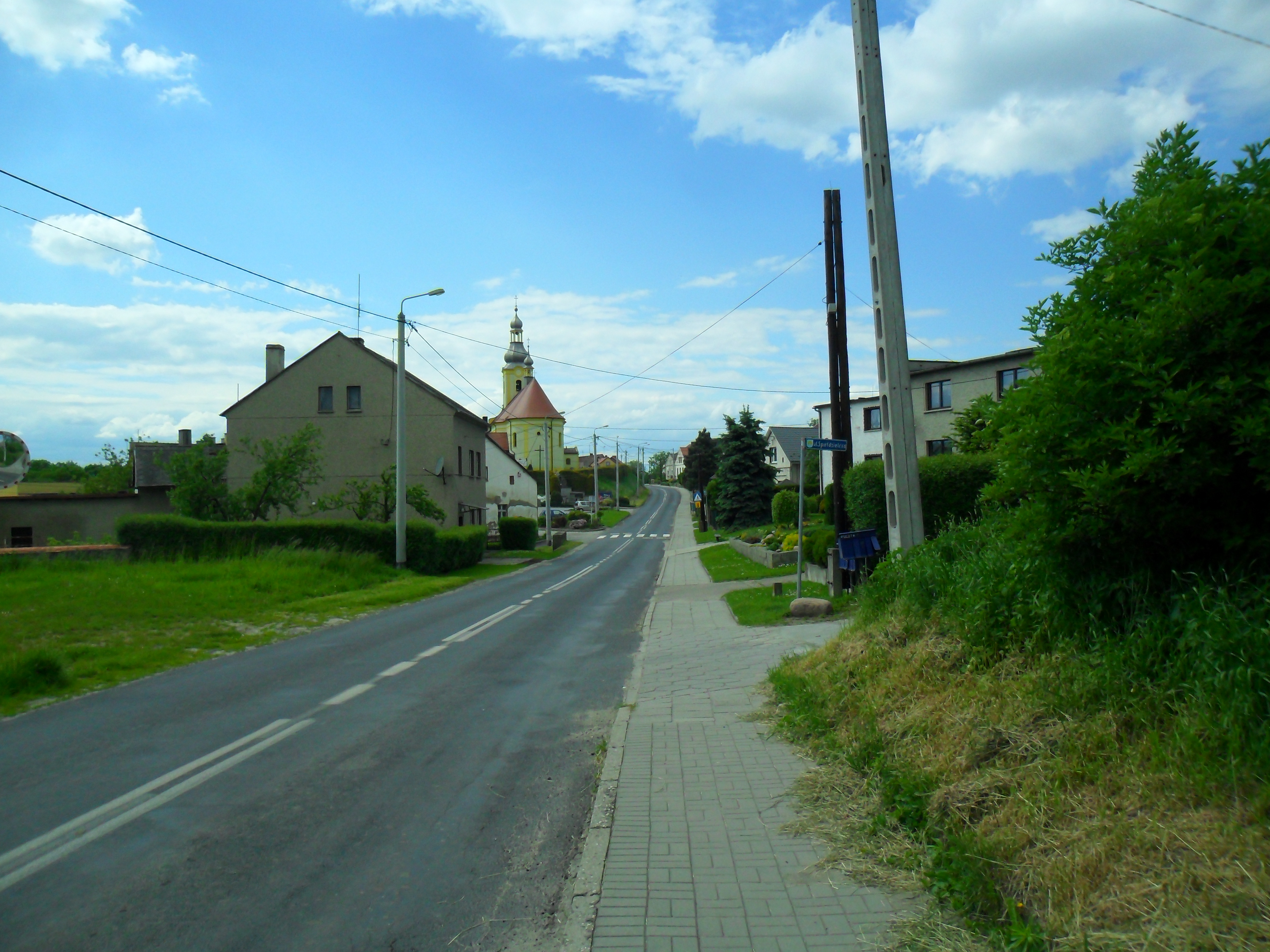
Ortsbild

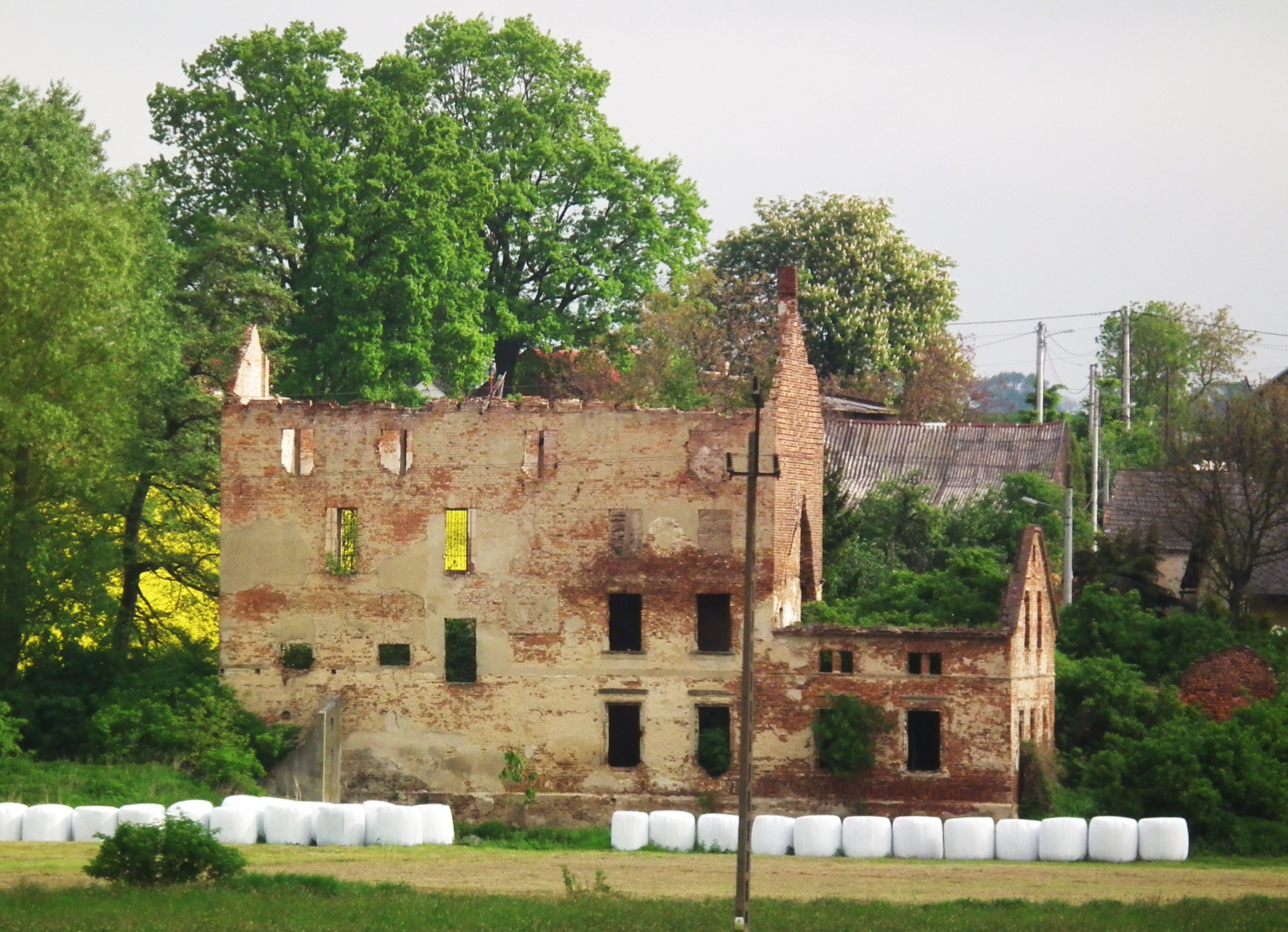
Ruine der Mühle

Maków (deutsch Makau) ist ein Ort in der Landgemeinde Pietrowice Wielkie (Groß Peterwitz) im Powiat Raciborski der Woiwodschaft Schlesien in Polen.

## Geographie
Maków liegt drei Kilometer nördlich von Pietrowice Wielkie (Groß Peterwitz), zwölf Kilometer westlich von Racibórz (Ratibor) und 68 Kilometer westlich von Kattowitz an der Zinna in der Nähe der Landesgrenze zu Tschechien.

## Geschichte
Der Ort entstand spätestens im 13. Jahrhundert. 1222 wurde er erstmals urkundlich erwähnt.
Der Ort wurde 1784 im Buch Beytrage zur Beschreibung von Schlesien als Makkau erwähnt, bestand aus zwei Anteilen, beide gehörten einem Herrn General von Dallwig und lagen im Fürstentum Ratibor. Damals hatte er drei Vorwerke, 17 Bauern, 42 Gärtner und acht Häusler. 1865 bestand Mackau aus einem Rittergut und einer Gemeinde. Der Ort hatte zu diesem Zeitpunkt zwei Bauernhöfe, sechs Zweidrittelbauern, vier Halbbauern, vier Drittel Bauern, 44 Gärtnerstellen und 44 Häuslerstellen, sowie zwei Windmühlen, Flickschneider und Schuhmacher. 1863 wurde die Kirche renoviert.
Bei der Volksabstimmung in Oberschlesien am 20. März 1921 stimmten vor Ort 394 Wahlberechtigte für einen Verbleib Oberschlesiens bei Deutschland und 146 für eine Zugehörigkeit zu Polen. Auf dem Gut stimmten 112 für Deutschland und fünf für Polen. Makau verblieb nach der Teilung Oberschlesiens beim Deutschen Reich. Bis 1945 befand sich der Ort im Landkreis Ratibor.
1945 kam der bis dahin deutsche Ort unter polnische Verwaltung und wurde anschließend der Woiwodschaft Schlesien angeschlossen und ins polnische Maków umbenannt. 1950 kam der Ort zur Woiwodschaft Oppeln. 1975 kam der Ort zur Woiwodschaft Kattowitz. 1999 kam der Ort zum wiedergegründeten Powiat Raciborski und zur Woiwodschaft Schlesien.

## Bauwerke
- Die römisch-katholische Michaeliskirche, erbaut von 1777 bis 1788 im spätbarocken Stil. Sie ersetzte den hölzernen Vorgängerbau, der 1727 von Ratibor nach Pawlau versetzt wurde.[5][6]
- Nepomukskulptur
- Pfarrhaus
- Steinerne Wegkreuze